# Retículo sarcoplasmático
O retículo sarcoplasmático é o retículo endoplasmático das células musculares. É especializado no armazenamento de íons cálcio, e quando libera esse cálcio para o citoplasma dá-se a contração muscular (deslizamento da actina sobre a miosina). O retículo sarcoplasmático encontra-se disposto em formato de redes a circundar um grupo de miofilamentos.
O reticulo endoplasmatico (RE) é o maior sistema de membranas da célula, constituindo aproximadamente metade do volume total das membranas. Os processos metabólicos que ocorrem dentro do RE são síntese e modificação de proteínas, síntese de lipídeos e esteróides e fabricação de todas as membranas da célula. O RE tem dois componentes: Retículo endoplasmático liso (REL) e retículo endoplasmático rugoso (REG).
O reticulo endoplasmático liso (REL) tornou-se especializado principalmente em células musculares, nas quais ele é denominado retículo sarcoplasmático. Nas células musculares esqueléticas ele funciona sequestrando íons de cálcio do citosol, auxiliando o controle da contração muscular. O estímulo para a contração é geralmente um impulso nervoso que se propaga pela membrana das fibras musculares, atingindo o retículo sarcoplasmático (onde há cálcio armazenado), que libera íons de cálcio no citoplasma. Ao entrar em contato com as miofibrilas, o cálcio desbloqueia os sítios de ligação de actina, permitindo que se ligue a miosina, iniciando a contração muscular.
Assim que cessa o estímulo, o cálcio é rebombeado para o interior do retículo sarcoplasmático e cessa a contração muscular.